# 贡德尔斯海姆
贡德尔斯海姆（德語：Gundelsheim，發音：[ˈɡʊndl̩sˌhaɪm] ⓘ）是德国巴登-符腾堡州斯图加特行政区海尔布隆县的城市，面积38.44平方千米，2023年12月31日人口为7,550人。